# San Sebastián (município)
San Sebastián é um município da Venezuela localizado no estado de Aragua.
A capital do município é a cidade de San Sebastián.